# Roslyn (New York)
Roslyn is een dorp (village) in Nassau County aan de noordkant van Long Island in de Amerikaanse staat New York. Het dorp behoort tot de gemeente North Hempstead en telt 2902 inwoners. Roslyn is vooral bekend door de vele historische gebouwen en de historische klokkentoren.

## Etymologie
Roslyn is vernoemd naar de plaats Roslin in Schotland, omdat de ligging van het dorp (in een vallei) deed denken aan die van Roslin.

## Geografie

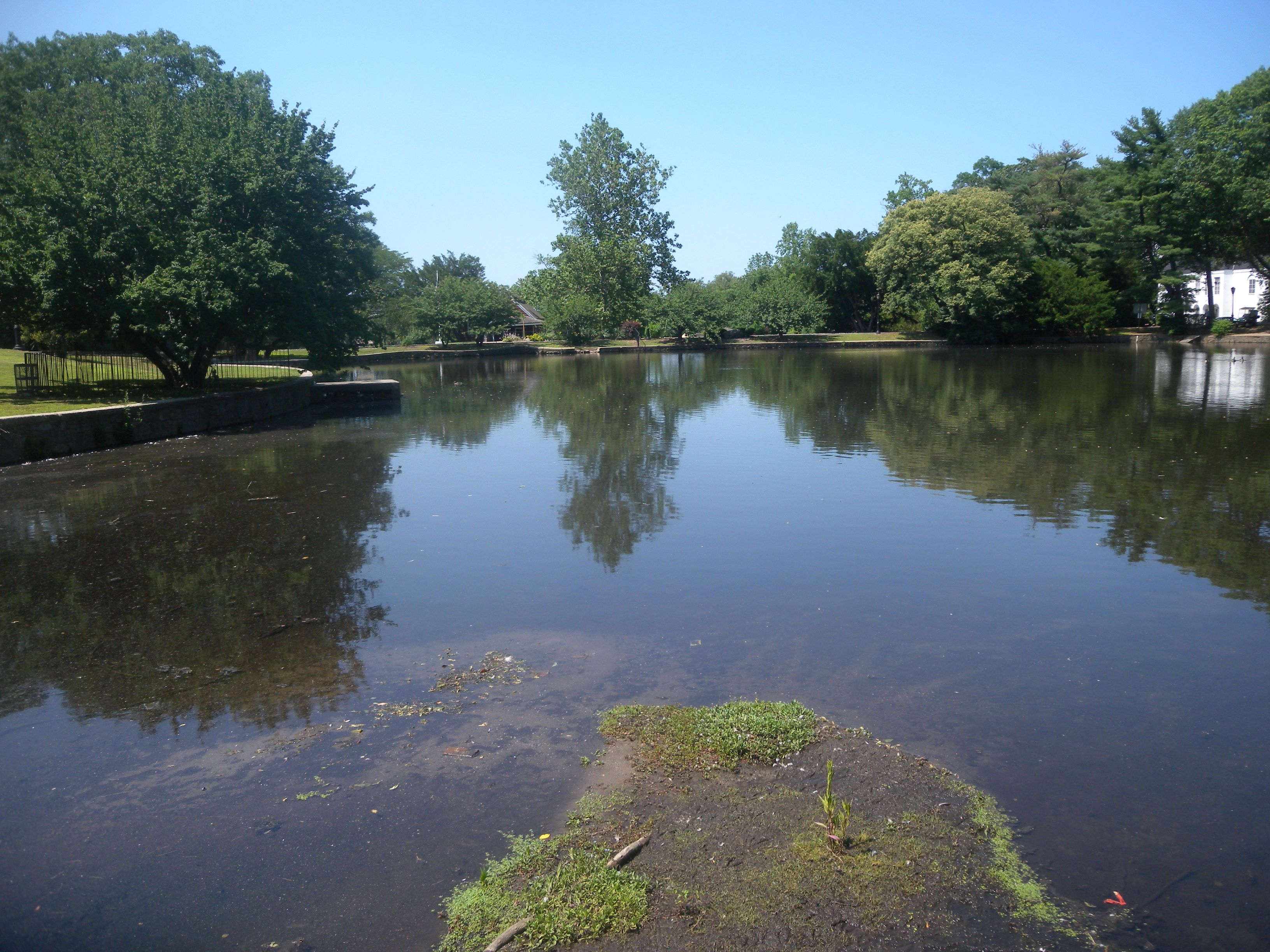
Vijver in Roslyn

Roslyn ligt tussen twee kleine stroomgebieden: Hempstead Harbor en Mill River. Het water in het eerste gebied komt uit in Hempstead Harbor en vervolgens in de Long Island Sound. Het water in het tweede gebied komt uit in de Mill River en vervolgens in Hewlett Bay en de Atlantische Oceaan.
Het hoogste punt in Roslyn is volgens de Environmental Protection Agency en United States Geological Survey gelegen nabij Piper Court (77 meter) en het laagste punt is Hempstead Harbor (op zeeniveau).

## Geschiedenis
Roslyn werd in 1643 door kolonisten gesticht. Oorspronkelijke heette het dorp Hempstead Harbor, maar in 1844 werd de naam gewijzigd in Roslyn om verwarring bij postkantoren weg te nemen, aangezien er al meerdere plaatsen met Hempstead in de naam op Long Island waren.
Roslyn werd op 11 januari 1932 geïnaugureerd als dorp. De eerste burgemeester was Albertson W. Hicks, die op 13 januari 1932 werd ingehuldigd.
De befaamde klokkentoren in Roslyn werd in 1895 gebouwd en is een ontwerp van architectenduo Lamb and Rich. Oorspronkelijk stond de toren op grondgebied van de stad North Hempstead, maar het gemeentebestuur verkocht de toren in 1995 aan het dorpsbestuur van Roslyn voor het symbolische bedrag van 1 dollar.
In 1995 werd tevens het huidige dorpshuis (waar het bestuur zetelt) aan Old Northern Boulevard geopend.

## Politiek

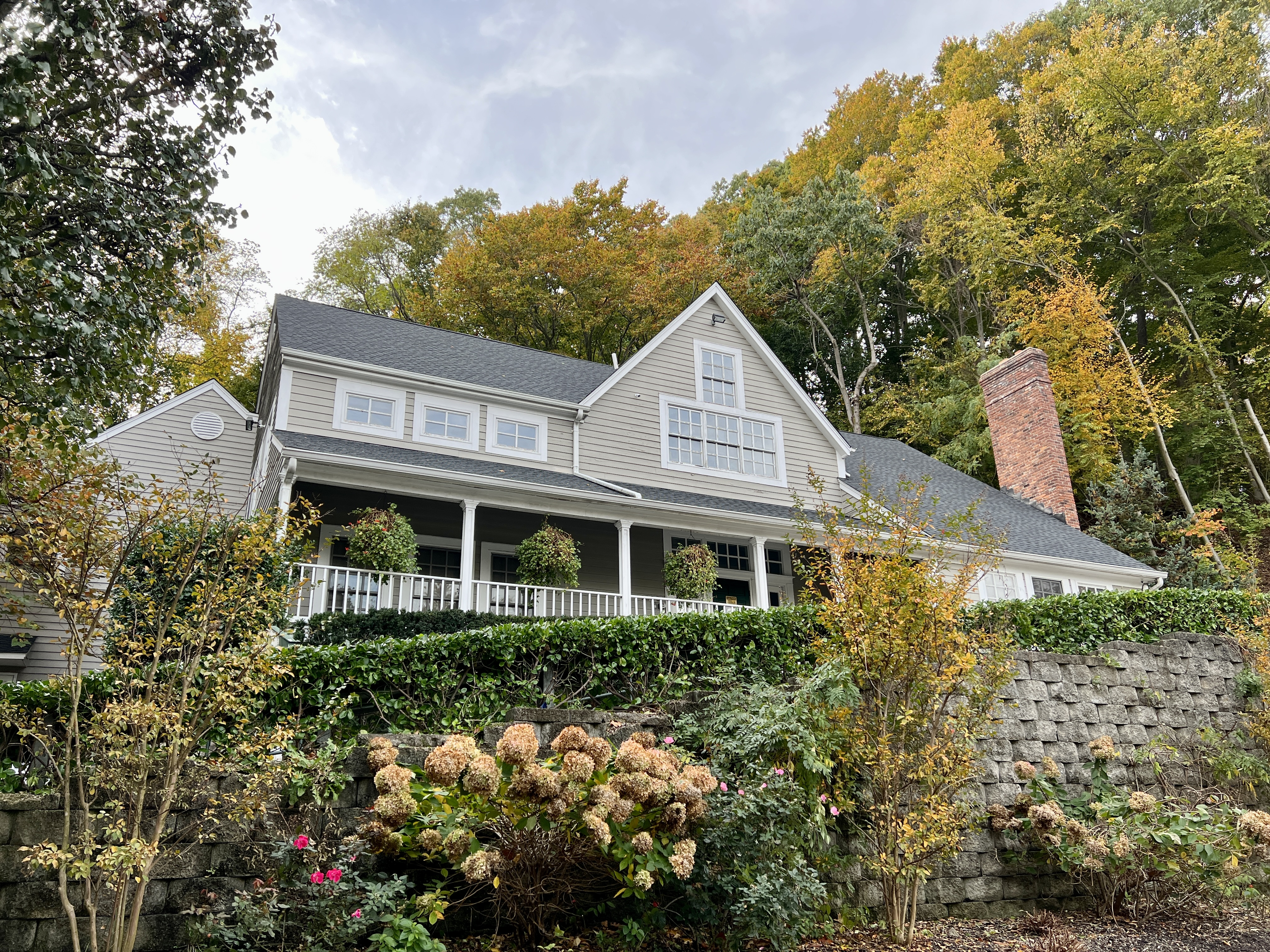
Dorpshuis, waar ook het bestuur zetelt

De huidige burgemeester van Roslyn is John Durkin en de huidige locoburgemeester Marshall E. Bernstein. Verder bestaat het huidige bestuur uit Marta Genovese, Sarah Oral en Craig Westergard.

## Verkeer en vervoer

### Wegen

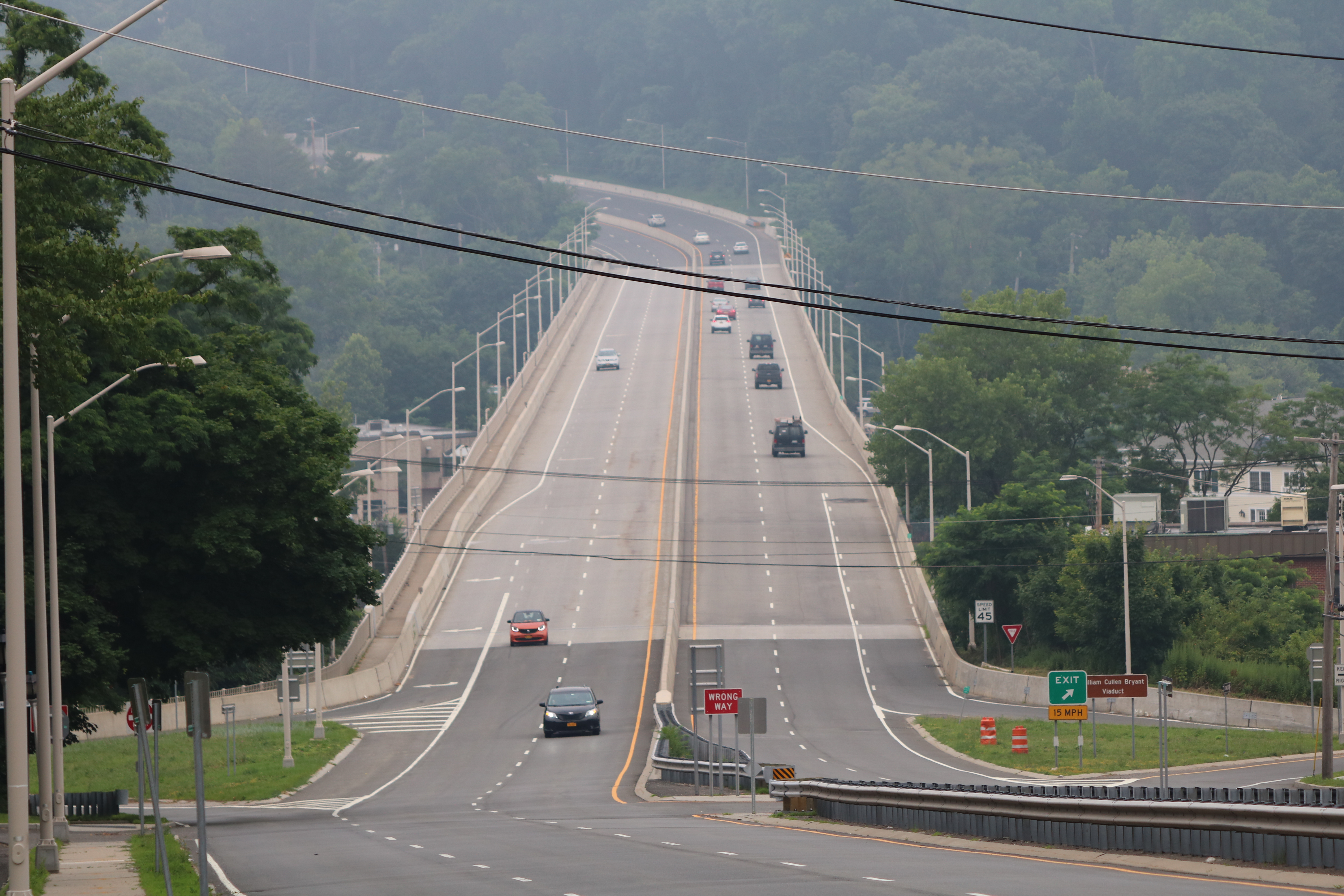
Het William Cullen Bryant-viaduct

Het William Cullen Bryant-viaduct van New York State Route 25A) loopt deels door en deels langs Roslyn. Voordat het viaduct werd geopend, liep de weg dwars door het dorpscentrum (Old Northern Boulevard), wat regelmatig tot gigantische opstoppingen leidde. Het viaduct verbindt Roslyn met onder meer Flower Hill en Manhasset.
Andere belangrijke wegen in en rond het dorp zijn Bryant Avenue, East Broadway, Layton Street, Main Street, Mineola Avenue, Mott Avenue, Old Northern Boulevard, Railroad Avenue, Roslyn Road, Tower Place, Walbridge Lane, Warner Avenue, West Shore Road en Wittes Lane.

### Spoorlijnen
In het dorp zelf is geen station. Het dichtstbijzijnde station is station Roslyn in het naburige Roslyn Heights. Het station ligt langs de Oyster Bayspoorlijn van de Long Island Rail Road.

### Buslijnen

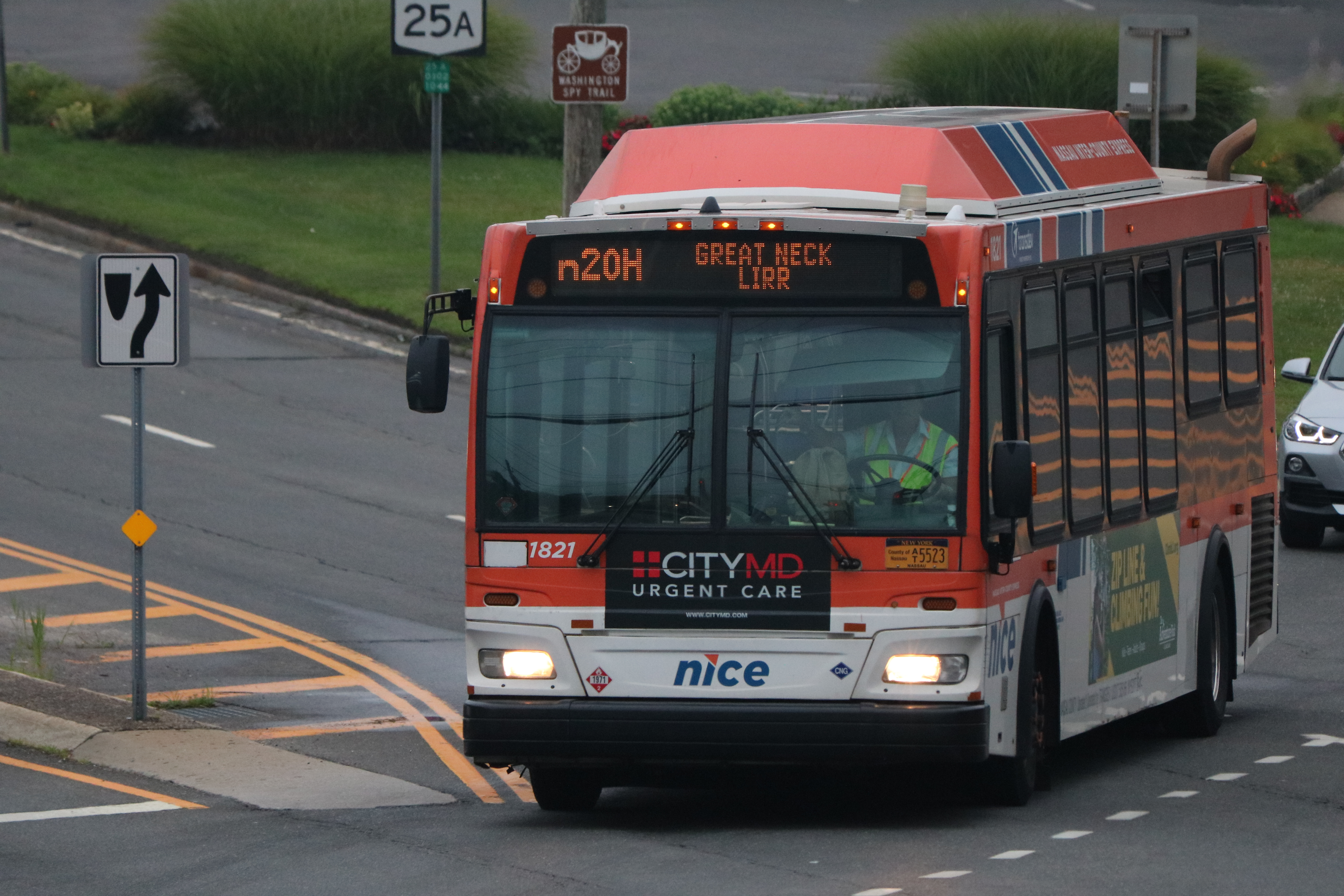
Buslijn n20H in Roslyn

Roslyn wordt bediend door buslijnen van Nassau Inter-County Express (NICE).

## Scholen

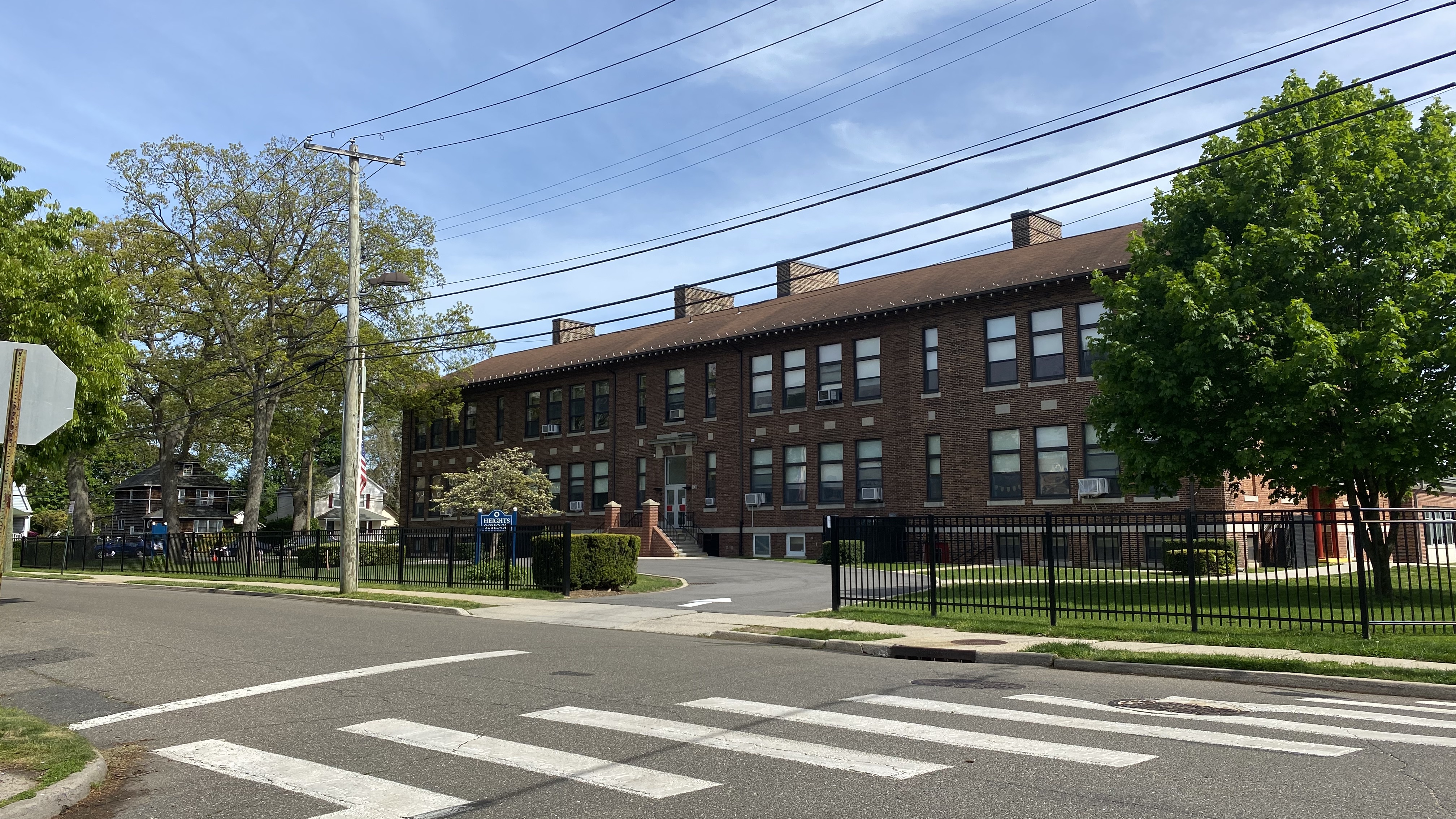
Roslyn Heightsschool (basisschool)

Alle scholen in Roslyn vallen onder het Roslyn Union Free School District.

## Kerken
Er zijn twee (actieve) kerken in Roslyn: de Roslyn Presbyterian Church en de Trinity Church.

## Geboren
- Nathan Banks (1868-1953), entomoloog
- Michael Crichton (1942-2008), auteur en filmproducent, onder meer bekend van Jurassic Park
- Lilly Pulitzer (1931-2013), modeontwerper

## Galerij

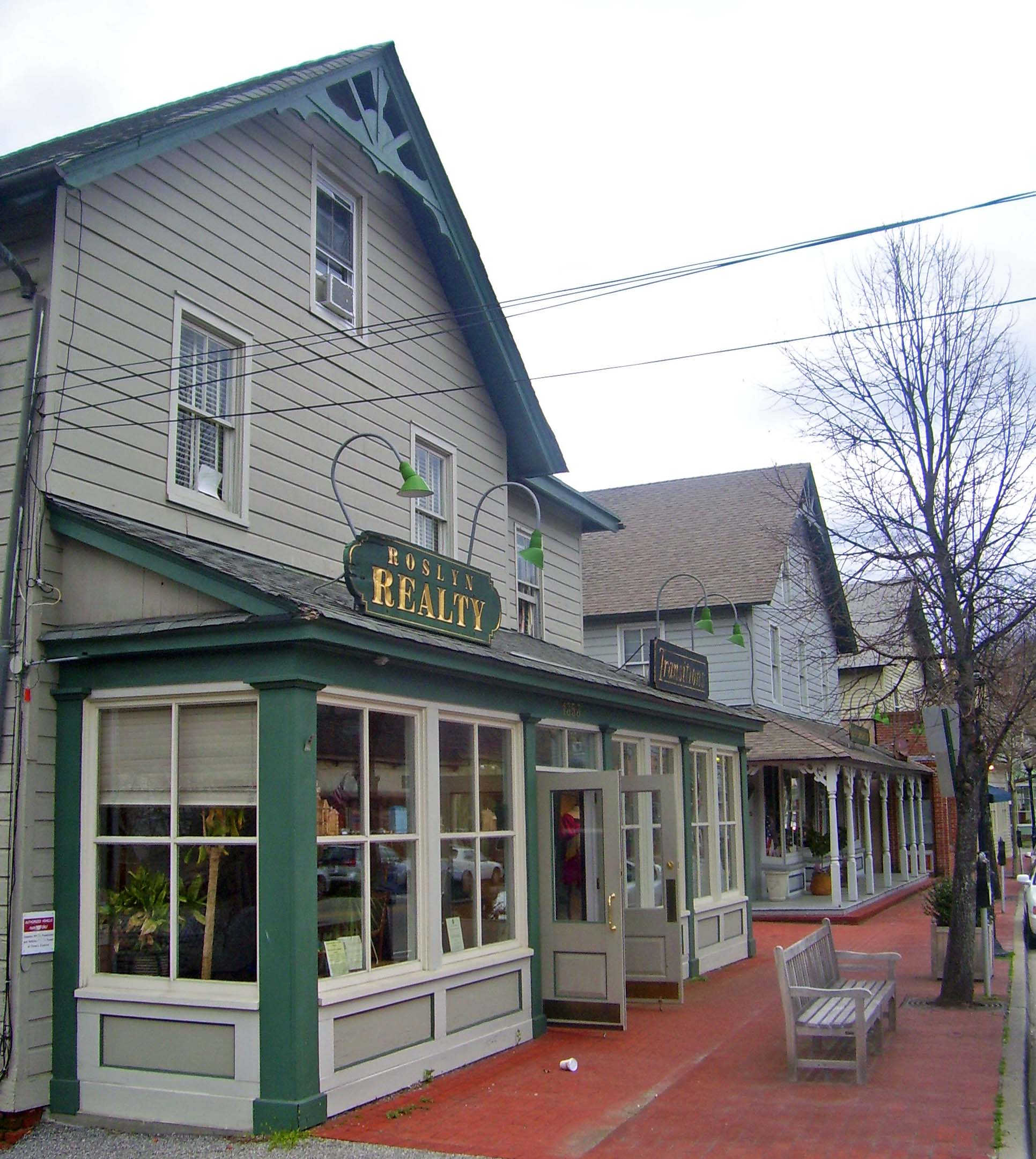
Winkels in het centrum
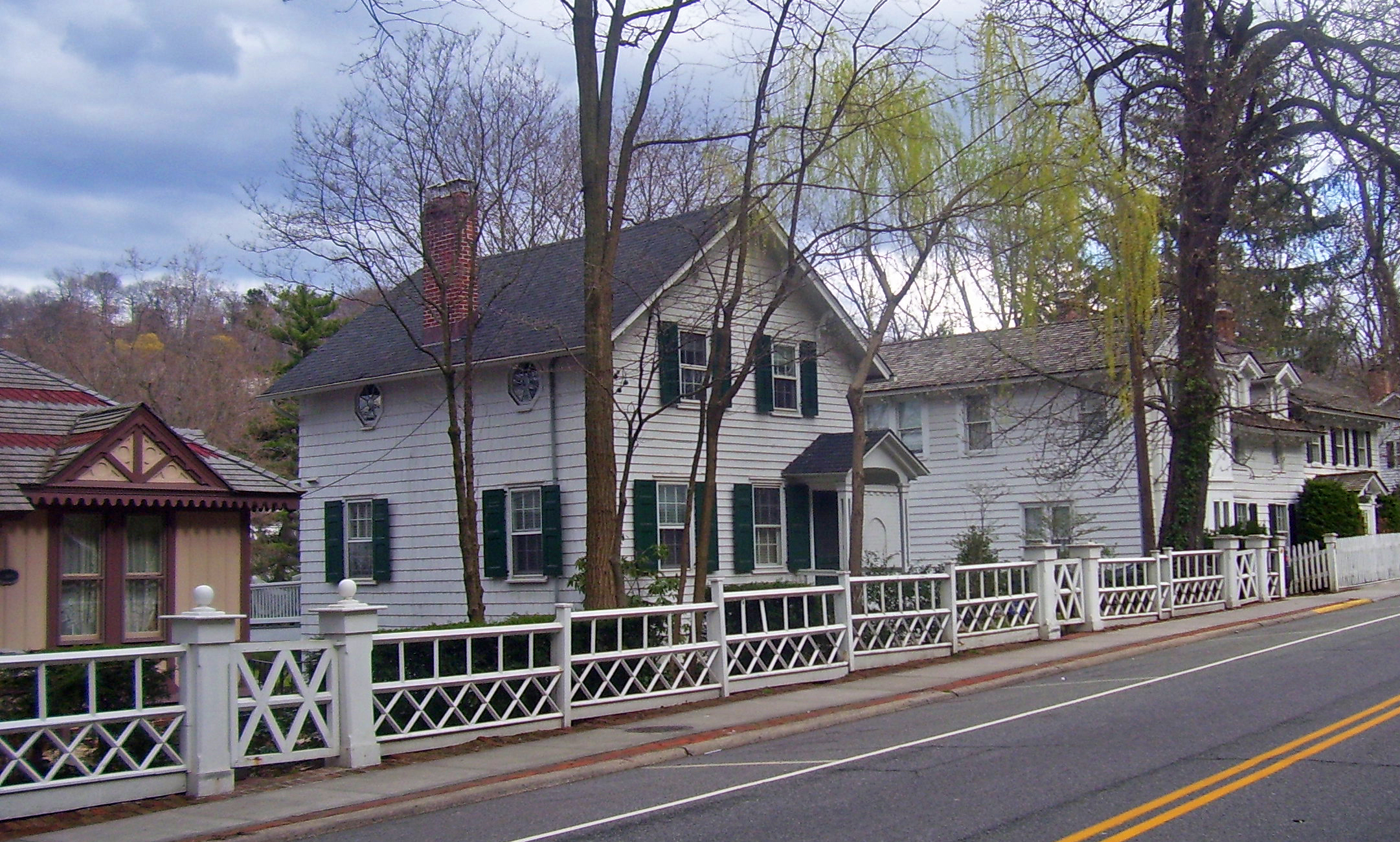
Houten huizen langs Main Street
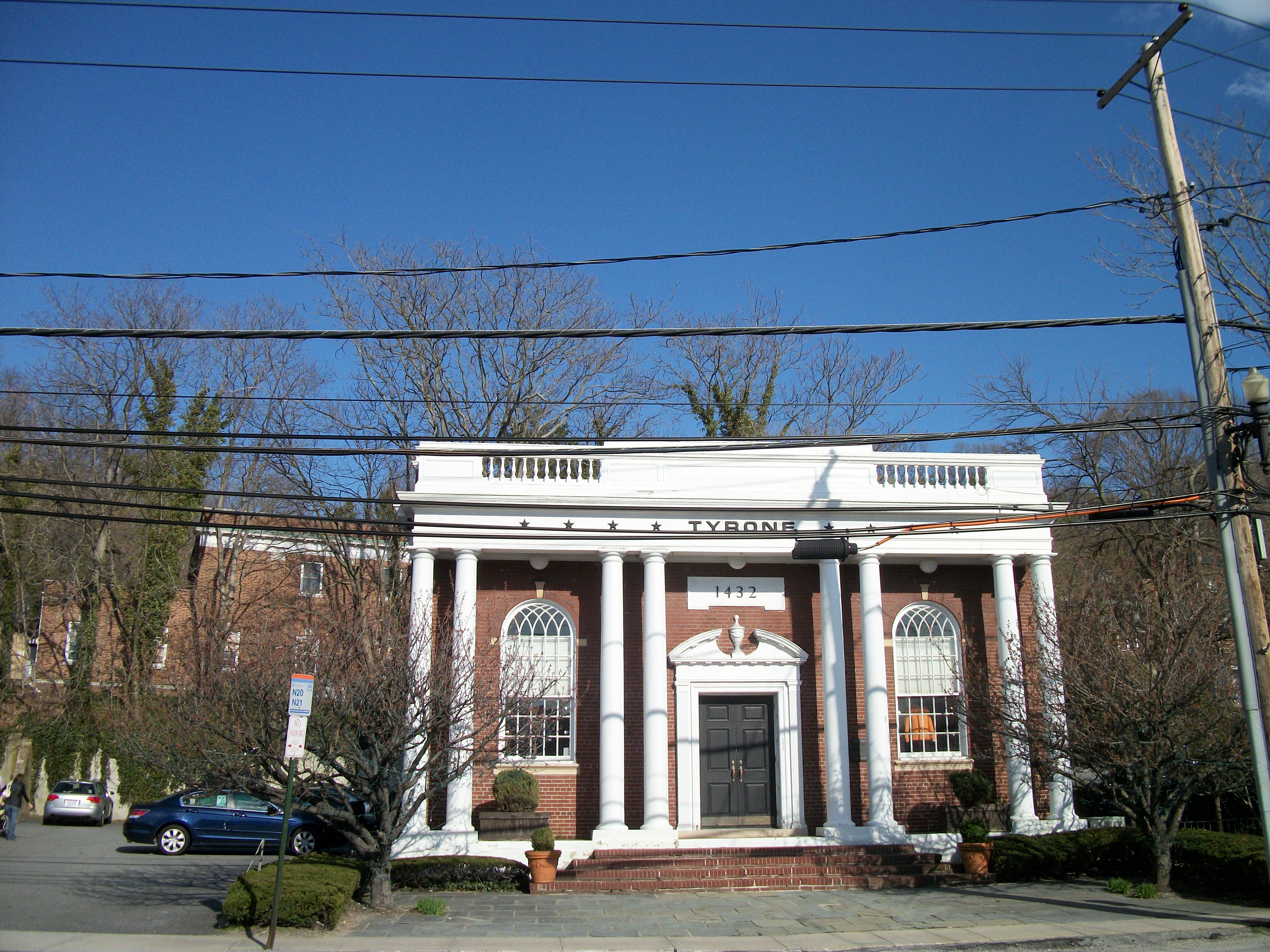
National Bank & Trust-gebouw uit 1931 (monument)
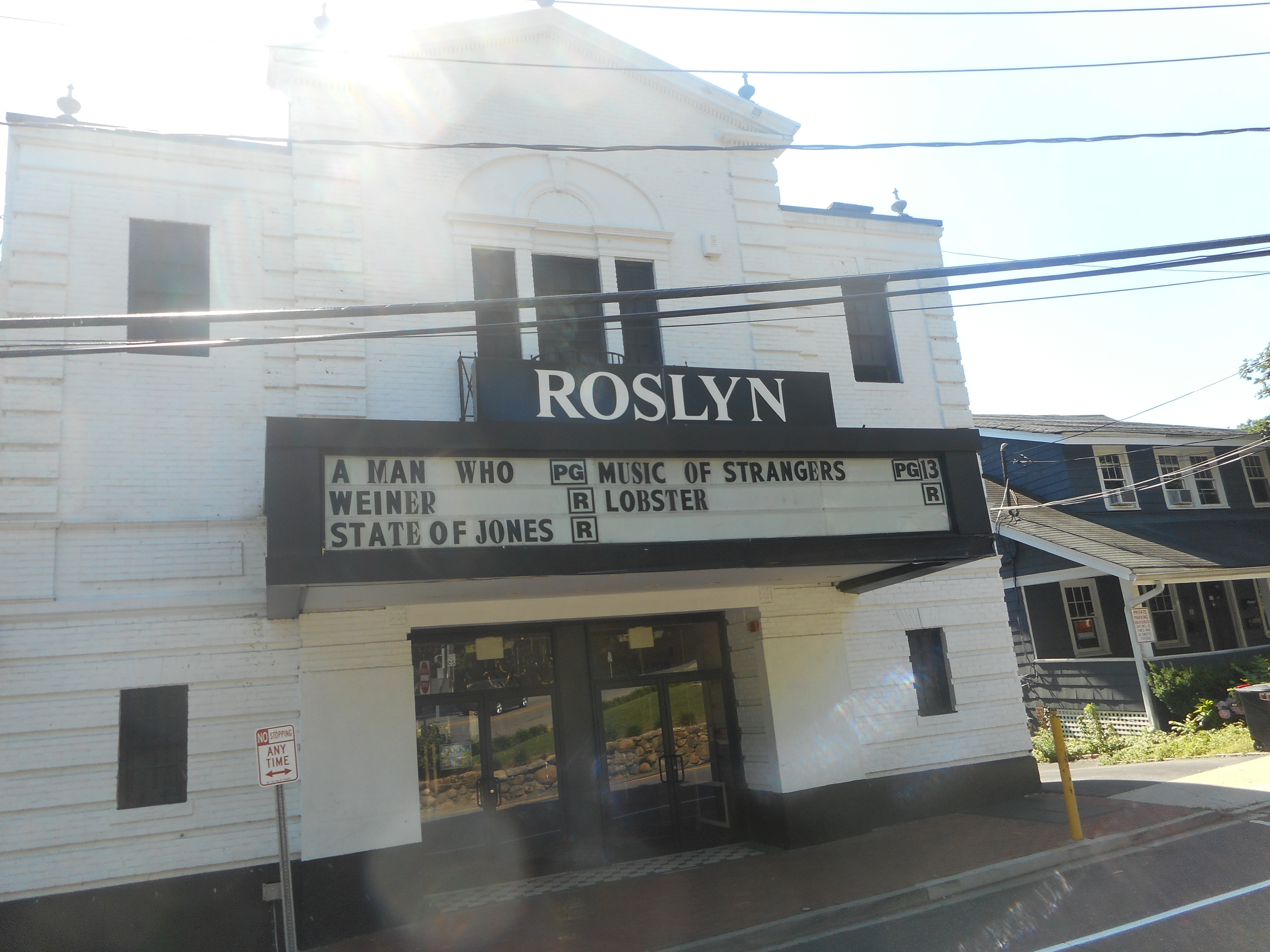
Roslyn Theater (filmhuis)
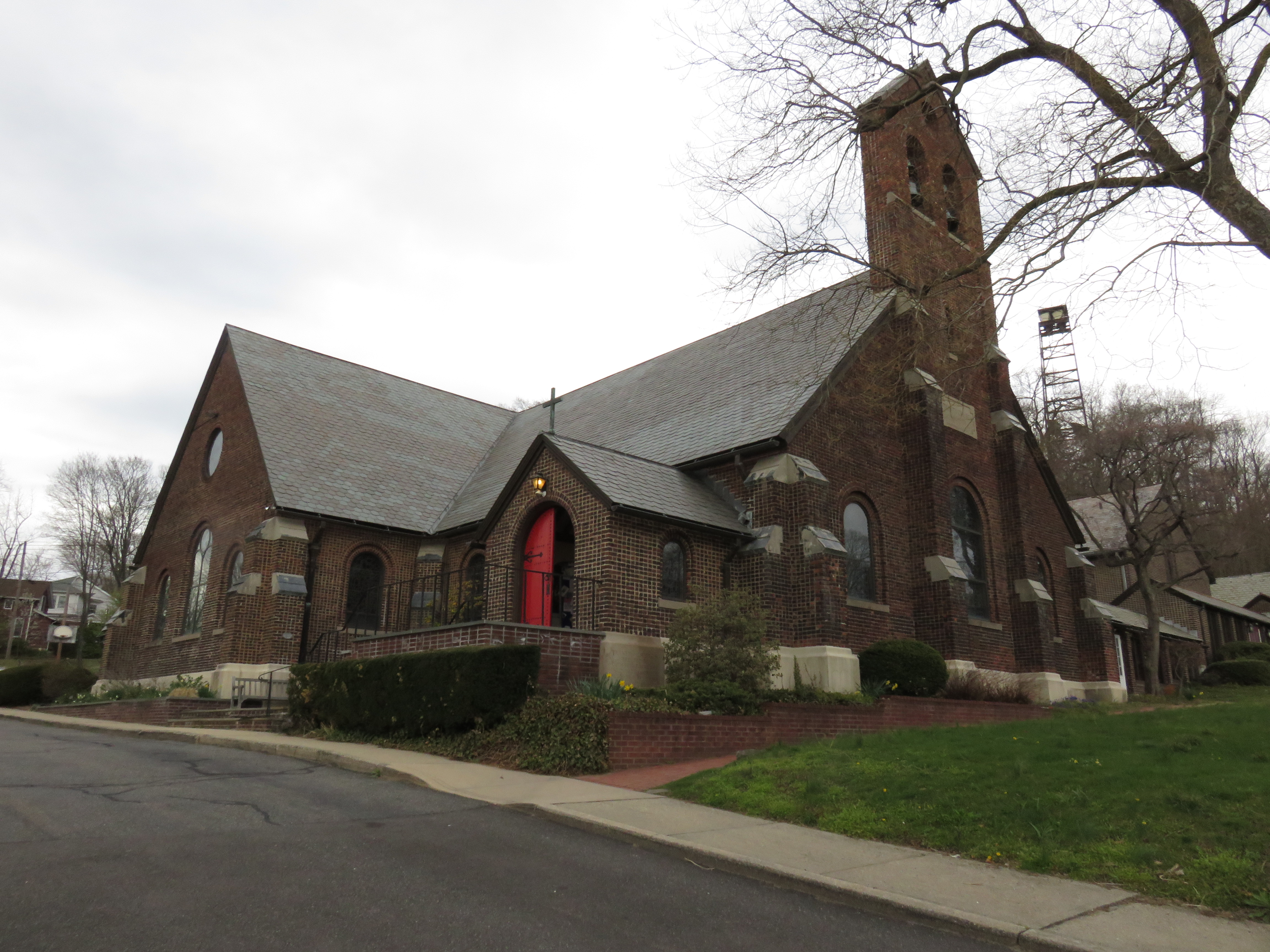
De Trinity Church
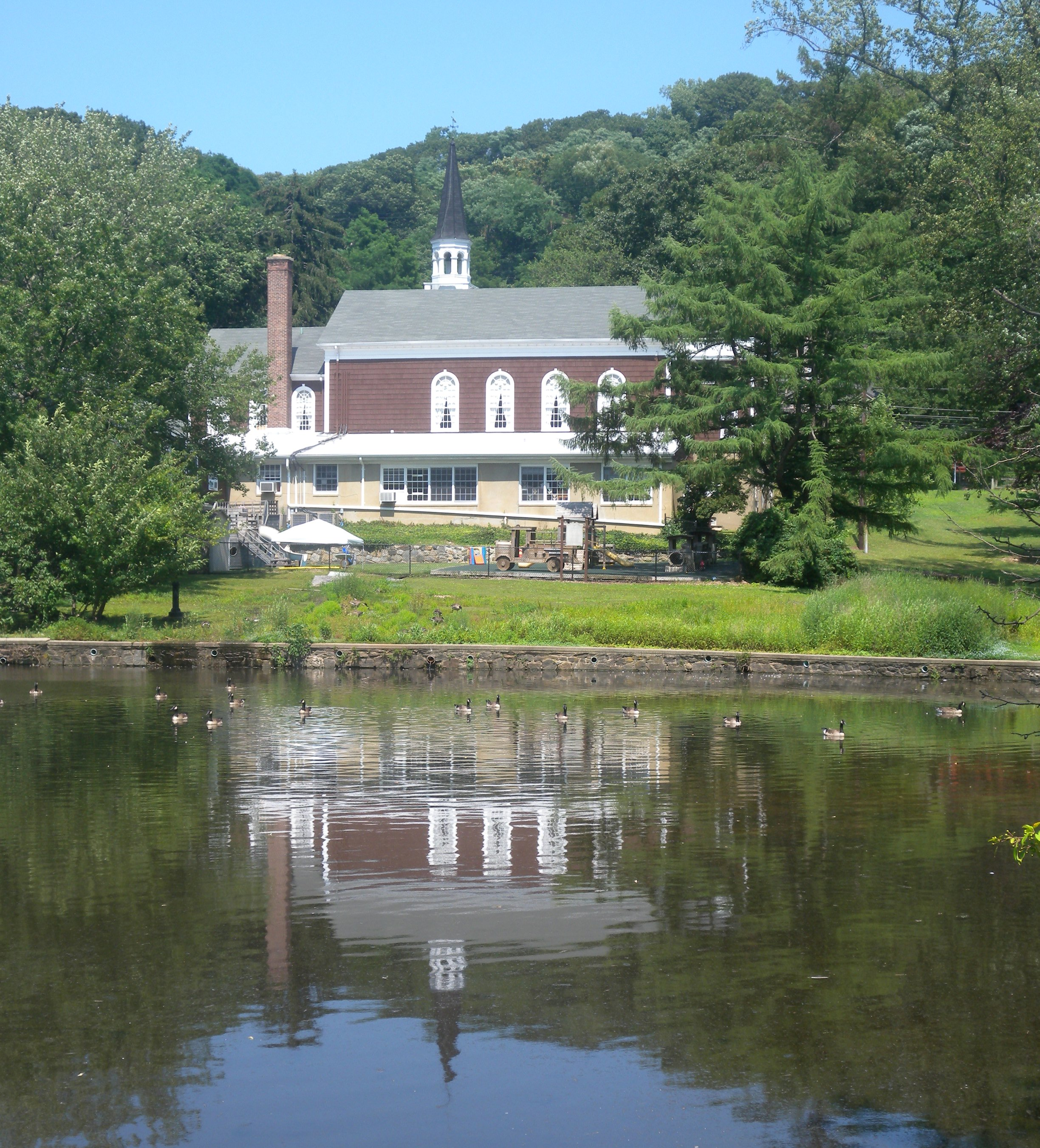
De Roslyn Presbyterian Church
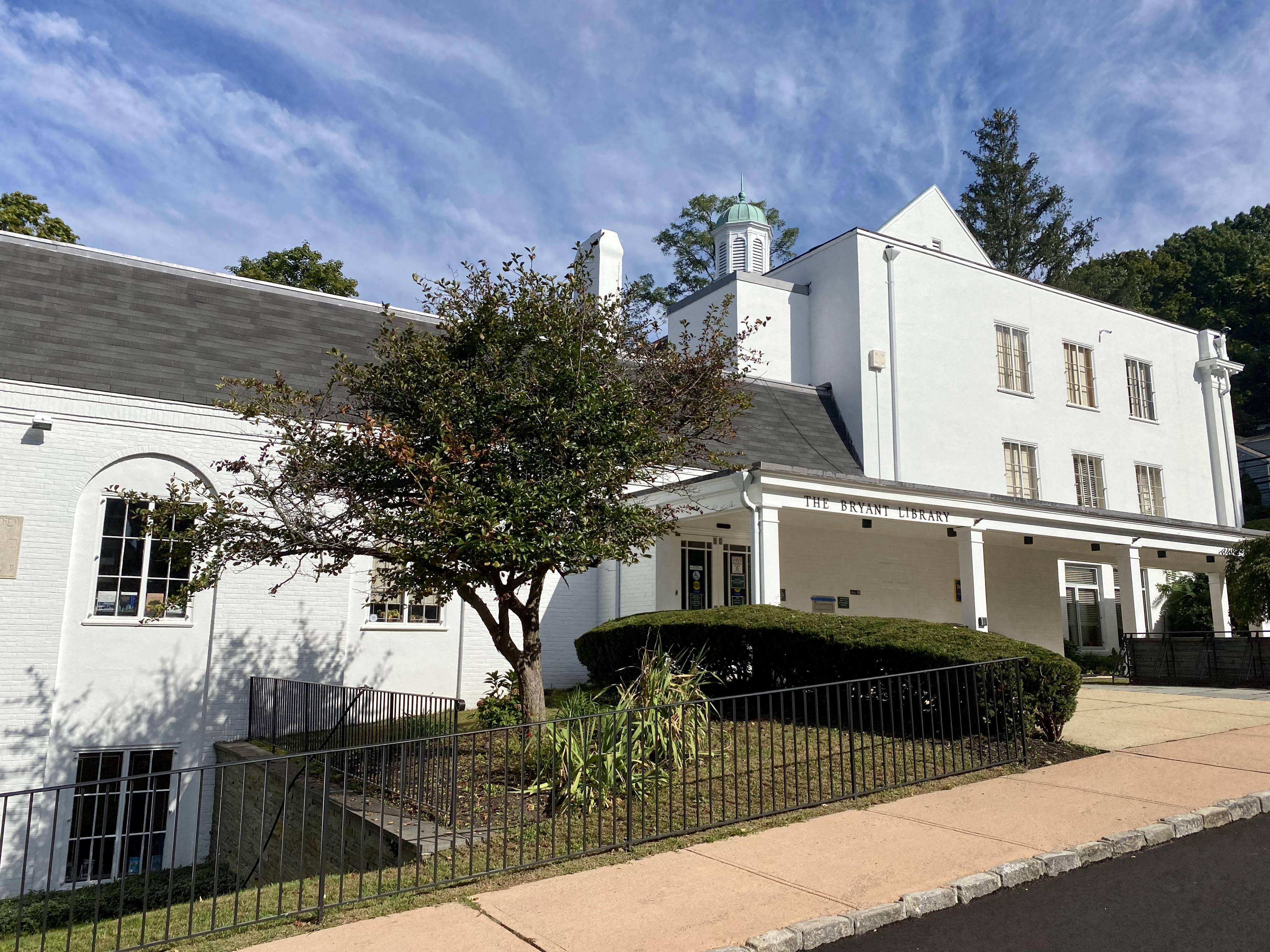
Filiaal van de regionale bibliotheek Bryant Library